# Szermierka na Letnich Igrzyskach Olimpijskich 2024
Szermierka na XXXIII Letnich Igrzyskach Olimpijskich w Paryżu rozgrywała się w dniach 27 lipca – 4 sierpnia 2024 r. w hali Grand Palais.

## Medaliści

### Mężczyźni
| Złoto                                                                         | Srebro                                                                        | Brąz                                                                                   |
| Floret indywidualnie                                                          |                                                                               |                                                                                        |
| Cheung Ka Long                                                                | Filippo Macchi                                                                | Nick Itkin                                                                             |
| Floret drużynowo                                                              |                                                                               |                                                                                        |
| Japonia · Kazuki Iimura · Kyōsuke Matsuyama · Yudai Nagano · Takahiro Shikine | Włochy · Guillaume Bianchi · Alessio Foconi · Filippo Macchi · Tommaso Marini | Francja · Maximilien Chastanet · Enzo Lefort · Julien Mertine · Maxime Pauty           |
| Szabla indywidualnie                                                          |                                                                               |                                                                                        |
| Oh Sang-uk                                                                    | Fares Ferjani                                                                 | Luigi Samele                                                                           |
| Szabla drużynowo                                                              |                                                                               |                                                                                        |
| Korea Południowa · Do Gyeong-dong · Gu Bon-gil · Oh Sang-uk · Park Sang-won   | Węgry · Csanád Gémesi · Krisztián Rabb · András Szatmári · Áron Szilágyi      | Francja · Boladé Apithy · Jean-Philippe Patrice · Sébastien Patrice · Maxime Pianfetti |
| Szpada indywidualnie                                                          |                                                                               |                                                                                        |
| Kōki Kanō                                                                     | Yannick Borel                                                                 | Mohamed El-Sayed                                                                       |
| Szpada drużynowo                                                              |                                                                               |                                                                                        |
| Węgry · Tibor Andrásfi · Máté Tamás Koch · Dávid Nagy · Gergely Siklósi       | Japonia · Kōki Kanō · Akira Komata · Kazuyasu Minobe · Masaru Yamada          | Czechy · Michal Čupr · Jiří Beran · Jakub Jurka · Martin Rubeš                         |

### Kobiety
| Złoto                                                                                       | Srebro                                                                                                | Brąz                                                                                               |
| Floret indywidualnie                                                                        | | |
| Lee Kiefer                                                                                  | Lauren Scruggs                                                                                        | Eleanor Harvey                                                                                     |
| Floret drużynowo                                                                            | | |
| Stany Zjednoczone · Jacqueline Dubrovich · Lee Kiefer · Lauren Scruggs · Maia Mei Weintraub | Włochy · Arianna Errigo · Martina Favaretto · Francesca Palumbo · Alice Volpi                         | Japonia · Sera Azuma · Komaki Kikuchi · Karin Miyawaki · Yuka Ueno                                 |
| Szabla indywidualnie                                                                        | | |
| Manon Apithy-Brunet                                                                         | Sara Balzer                                                                                           | Olha Charłan                                                                                       |
| Szabla drużynowo                                                                            | | |
| Ukraina · Julia Bakastowa · Olha Charłan · Alina Komaszczuk · Ołena Krawaćka                | Korea Południowa · Choi Se-bin · Jeon Eun-hye · Jeon Ha-young · Yoon Ji-su                            | Japonia · Misaki Emura · Shihomi Fukushima · Seri Ozaki · Risa Takashima                           |
| Szpada indywidualnie                                                                        | | |
| Vivian Kong                                                                                 | Auriane Mallo-Breton                                                                                  | Eszter Muhari                                                                                      |
| Szpada drużynowo                                                                            | | |
| Włochy · Rossella Fiamingo · Mara Navarria · Giulia Rizzi · Alberta Santuccio               | Francja · Marie-Florence Candassamy · Alexandra Louis-Marie · Auriane Mallo-Breton · Coraline Vitalis | Polska · Aleksandra Jarecka · Alicja Klasik · Renata Knapik-Miazga · Martyna Swatowska-Wenglarczyk |

## Tabela medalowa
| Miejsce | Reprezentacja     | Złoto | Srebro | Brąz | Razem |
| ------- | ----------------- | ----- | ------ | ---- | ----- |
| 1       | Japonia           | 2     | 1      | 2    | 5     |
| 2       | Stany Zjednoczone | 2     | 1      | 1    | 4     |
| 3       | Korea Południowa  | 2     | 1      | 0    | 3     |
| 4       | Hongkong          | 2     | 0      | 0    | 2     |
| 5       | Francja           | 1     | 4      | 2    | 7     |
| 6       | Włochy            | 1     | 3      | 1    | 5     |
| 7       | Węgry             | 1     | 1      | 1    | 3     |
| 8       | Ukraina           | 1     | 0      | 1    | 2     |
| 9       | Tunezja           | 0     | 1      | 0    | 1     |
| 10      | Czechy            | 0     | 0      | 1    | 1     |
| 10      | Egipt             | 0     | 0      | 1    | 1     |
| 10      | Kanada            | 0     | 0      | 1    | 1     |
| 10      | Polska            | 0     | 0      | 1    | 1     |
| Razem   | Razem             | 12    | 12     | 12   | 36    |